# Giuseppe Montalenti
Giuseppe Montalenti, född 13 december 1904 i Asti, Italien, död 2 juli 1990 i Rom, var en italiensk genetiker. Han var 1944–1960 professor i genetik vid universitet i Neapel och från 1960 professor i samma ämne vid Roms universitet. Han invaldes 1960 som utländsk ledamot av Vetenskapsakademien i Stockholm.